# Centre Estatunidenc pel Dret i la Justícia
El Centre Nord-americà pel Dret i la Justícia (en anglès: American Center for Law & Justice) és una organització jurídica políticament conservadora i de base cristiana als Estats Units. Té la seu a Washington, DC, i està associada amb la Facultat de Dret de la Regent University a Virginia Beach, Virgínia.
L'ACLJ va ser fundada el 1990 per l'advocat i ministre evangèlic Pat Robertson amb el "mandat declarat de protegir les llibertats religioses i constitucionals". ACLJ generalment persegueix qüestions constitucionals i ideals cristians conservadors als tribunals de justícia. Els líders de l'ACLJ també participen ocasionalment en debats públics per presentar la seva perspectiva sobre qüestions legals i constitucionals.
L'ACLJ es descriu com una entitat "compromesa a garantir la viabilitat contínua de la llibertat i la llibertat als Estats Units i a tot el món" "centrant-se en la llei constitucional dels Estats Units, la llei de la Unió Europea i la llei dels drets humans" per protegir "els drets universals, donats per Déu i inalienables", segons Charity Navigator. Aquesta entitat també va emetre un assessorament "Low Concern" del districte i l'assessoria del districte de Columbia per a la sucursal de Virginia Beach sobre el grup després que The Washington Post informés que ACLJ ha pagat milions de dòlars a l'advocat personal de Donald Trump, Jay Sekulow, i a la seva família.